# Letizia Nuzzo
Letizia Nuzzo (Roma, 12 de noviembre de 1976) es una deportista italiana que compitió en natación sincronizada. Ganó una medalla de bronce en el Campeonato Europeo de Natación de 1997, en la prueba de equipo.

## Palmarés internacional
| Campeonato Europeo | Campeonato Europeo | Campeonato Europeo | Campeonato Europeo |
| Año                | Lugar              | Medalla            | Prueba             |
| ------------------ | ------------------ | ------------------ | ------------------ |
| 1997               | Sevilla (España)   | Medalla de bronce  | Equipo             |